# Leo Helge
Leo Helge est un ancien arbitre danois de football des années 1960.

## Carrière
Il a officié dans une compétition majeure : 
- JO 1960 (2 matchs)